# Valeri Licinià
Valeri Licinià (en llatí Valerius Licinianus) va ser un romà de rang pretorià i un dels més eloqüents advocats de les corts a Roma al segle i. Formava part de la gens Valèria, una de les més antigues famílies romanes.
Durant el regnat de Domicià va ser acusat de crim d'incest amb Cornèlia, la principal de les verges vestals (virgo maxima). La seva culpabilitat era força dubtosa però el tirà estava decidit a senyalar el seu regnat amb el càstig d'una vestal i per salvar-se d'una forma d'execució cruel, Licinià va confessar que era culpable i va ser condemnat únicament al desterrament.
Nerva més tard li va permetre residir a Sicília on es va mantenir ensenyant retòrica després d'haver estat un dels millors oradors de la seva època a Roma.